# Tiro ai Giochi della XXX Olimpiade
Le prove di tiro a segno e tiro a volo ai Giochi di Londra si sono svolte complessivamente tra il 28 luglio e il 6 agosto alle Royal Artillery Barracks di Woolwich. Il programma prevedeva 15 eventi e la partecipazione di 390 tiratori.
| Disciplina  | Gara                | Uomini | Donne |
| ----------- | ------------------- | ------ | ----- |
| Carabina    | 50 m tre posizioni  | ✔      | ✔     |
| Carabina    | 50 m a terra        | ✔      |       |
| Carabina    | 10 m aria compressa | ✔      | ✔     |
| Pistola     | 50 m pistola        | ✔      |       |
| Pistola     | 25 m pistola        |        | ✔     |
| Pistola     | 25 m automatica     | ✔      |       |
| Pistola     | 10 m aria compressa | ✔      | ✔     |
| Tiro a volo | Skeet               | ✔      | ✔     |
| Tiro a volo | Trap                | ✔      | ✔     |
| Tiro a volo | Double trap         | ✔      |       |

## Calendario
| Uomini | 10 m pistola |                    | 10 m carab. | Skeet |              | Double trap | 50 m a terra 25 m automatica |              | 50 m pistola | 50 m 3p Trap | 9  |
| Donne  | 10 m carab.  | 10 m pistola Skeet |             |       | 25 m pistola |             |                              | 50 m 3p Trap |              |              | 6  |
| Totale | 2            | 2                  | 1           | 1     | 1            | 1           | 2                            | 2            | 1            | 2            | 15 |

|  | Qualificazioni |  | FINALI |

## Podi

### Uomini
| Evento                           | Oro                    | Perform. | Argento           | Perform. | Bronzo            | Perform. |
| Carabina                         |                        |          |                   |          |                   |          |
| 10 m aria compressa (dettagli)   | Alin George Moldoveanu | 702.1    | Niccolò Campriani | 701.5    | Gagan Narang      | 701.1    |
| 50 m 3 posizioni (dettagli)      | Niccolò Campriani      | 1278.5   | Kim Jong-hyun     | 1272.5   | Matthew Emmons    | 1271.3   |
| 50 m a terra (dettagli)          | Sjarhej Martynaŭ       | 705.5    | Lionel Cox        | 701.2    | Rajmond Debevec   | 701.0    |
| Pistola                          |                        |          |                   |          |                   |          |
| 10 m aria compressa (dettagli)   | Jin Jong-oh            | 688.2    | Luca Tesconi      | 685.8    | Andrija Zlatić    | 685.2    |
| 25 m automatica (dettagli)       | Leuris Pupo            | 34       | Vijay Kumar       | 30       | Ding Feng         | 27       |
| 50 m (dettagli)                  | Jin Jong-oh            | 662.0    | Choi Young Rae    | 661.5    | Wang Zhiwei       | 658.6    |
| Tiro a volo                      |                        |          |                   |          |                   |          |
| Fossa olimpica (dettagli)        | Giovanni Cernogoraz    | 146 +6   | Massimo Fabbrizi  | 146 +5   | Fehaid Aldeehani  | 145 +4   |
| Doppia fossa olimpica (dettagli) | Peter Wilson           | 188      | Håkan Dahlby      | 186      | Vasilij Mosin     | 185      |
| Skeet (dettagli)                 | Vincent Hancock        | 148      | Anders Golding    | 146      | Nasser Al-Attiyah | 144      |

### Donne
| Evento                         | Oro             | Perform. | Argento            | Perform. | Bronzo          | Perform. |
| Carabina                       |                 |          |                    |          |                 |          |
| 10 m aria compressa (dettagli) | Yi Siling       | 502.9    | Sylwia Bogacka     | 502.2    | Yu Dan          | 501.5    |
| 50 m 3 posizioni (dettagli)    | Jamie Lynn Gray | 691.9    | Ivana Maksimović   | 687.5    | Adéla Sýkorová  | 683.0    |
| Pistola                        |                 |          |                    |          |                 |          |
| 10 m aria compressa (dettagli) | Guo Wenjun      | 488.1    | Céline Goberville  | 486.6    | Olena Kostevyč  | 486.6    |
| 25 m (dettagli)                | Kim Jangmi      | 792.4    | Chen Ying          | 791.4    | Olena Kostevyč  | 788.6    |
| Tiro a volo                    |                 |          |                    |          |                 |          |
| Fossa olimpica (dettagli)      | Jessica Rossi   | 99       | Zuzana Štefečeková | 93       | Delphine Réau   | 93       |
| Skeet (dettagli)               | Kim Rhode       | 99       | Wei Ning           | 91       | Danka Barteková | 90       |

## Medagliere
| Posizione | Paese         |    |    |    | Totale |
| --------- | ------------- | -- | -- | -- | ------ |
| 1         | Corea del Sud | 3  | 2  | 0  | 5      |
| 2         | Stati Uniti   | 3  | 0  | 1  | 4      |
| 3         | Italia        | 2  | 3  | 0  | 5      |
| 4         | Cina          | 2  | 2  | 3  | 7      |
| 5         | Cuba          | 1  | 0  | 0  | 1      |
| 5         | Romania       | 1  | 0  | 0  | 1      |
| 5         | Regno Unito   | 1  | 0  | 0  | 1      |
| 5         | Bielorussia   | 1  | 0  | 0  | 1      |
| 5         | Croazia       | 1  | 0  | 0  | 1      |
| 10        | India         | 0  | 1  | 1  | 2      |
| 10        | Francia       | 0  | 1  | 1  | 2      |
| 10        | Serbia        | 0  | 1  | 1  | 2      |
| 10        | Slovacchia    | 0  | 1  | 1  | 2      |
| 14        | Polonia       | 0  | 1  | 0  | 1      |
| 14        | Danimarca     | 0  | 1  | 0  | 1      |
| 14        | Svezia        | 0  | 1  | 0  | 1      |
| 14        | Belgio        | 0  | 1  | 0  | 1      |
| 18        | Ucraina       | 0  | 0  | 2  | 2      |
| 19        | Qatar         | 0  | 0  | 1  | 1      |
| 19        | Russia        | 0  | 0  | 1  | 1      |
| 19        | Slovenia      | 0  | 0  | 1  | 1      |
| 19        | Rep. Ceca     | 0  | 0  | 1  | 1      |
| 19        | Kuwait        | 0  | 0  | 1  | 1      |
| Totale    | Totale        | 15 | 15 | 15 | 45     |